# La ley del corazón
La ley del corazón es una telenovela colombiana producida por RCN Televisión. Es una historia original de la fallecida escritora Mónica Agudelo.
Protagonizada por Luciano D' Alessandro y Laura Londoño con las actuaciones estelares de Iván López, Mabel Moreno, Lina Tejeiro y Rodrigo Candamil, con las participaciones antagónicas de  Sebastian Martínez, Carolina Acevedo, Manuel Sarmiento y Yesenia Valencia. Además, cuenta con las actuaciones especiales de los primeros actores Judy Henríquez, Carlos Benjumea, Helena Mallarino, Amparo Grisales y Pepe Sánchez.

## Reparto
- Luciano D'Alessandro como Pablo Domínguez Ortiz
- Laura Londoño como Julia Escallón Correa
- Sebastián Martínez como Camilo Borrero (Temporada 1)
- Iván López como Nicolás Ortega
- Mabel Moreno como María del Pilar Garcés
- Lina Tejeiro como Catalina Mejía de Duperly
- Rodrigo Candamil como Alfredo Duperly
- Carolina Acevedo como Ximena Rivera
- Manuel Sarmiento como Iván Estéfan
- Mario Ruíz como Elías Rodríguez
- Yesenia Valencia como Rosa Ferro (Temporada 1)
- Carlos Benjumea como Hernando Cabal
- Judy Henríquez como Carmen Valdenebro
- Juan Pablo Barragán como Marcos Tibatá
- Laura de León como Lucía Vallejo (Temporada 2)
- Jorge Cao como Alonso Olarte (Temporada 2)
- Alejandra Borrero como Adela Zambrano (Temporada 2)
- Fernando Arévalo como Marcial Mahecha (Temporada 2)
- Mario Espitia como Valentín Bechara (Temporada 2)[5]
- Giovanna Andrade como Macarena Soler (Temporada 2)[5]
- Carlos Congote (Temporada 2)

## Episodios

### Temporadas
| Temporada | Temporada | Episodios | Emisión original         | Emisión original    |
| Temporada | Temporada | Episodios | Inicio                   | Final               |
| --------- | --------- | --------- | ------------------------ | ------------------- |
|           | 1         | 131       | 28 de noviembre de 2016  | 10 de junio de 2017 |
|           | 2         | 146       | 10 de septiembre de 2018 | 22 de abril de 2019 |

### Segunda temporada (2018)
| N.º en serie | N.º en temp. | Título                                                            | Fecha de emisión original | Audiencia (millones) |
| ------------ | ------------ | ----------------------------------------------------------------- | ------------------------- | -------------------- |
| 132          | 1            | «Primer capítulo, regresan los abogados»                          | 10 de septiembre de 2018  | 5.2                  |
| 133          | 2            | «Adela le confió su vida a Julia»                                 | 11 de septiembre de 2018  | 5.5                  |
| 134          | 3            | «Catalina y Duperly buscan un hijo»                               | 12 de septiembre de 2018  | 5.3                  |
| 135          | 4            | «Nicolás Ortega sufre un accidente»                               | 13 de septiembre de 2018  | 4.6                  |
| 136          | 5            | «Comienza el caso de Olarte contra Adela»                         | 14 de septiembre de 2018  | 4.4                  |
| 137          | 6            | «Pablo perdió el control por el amor de Julia»                    | 17 de septiembre de 2018  | 4.2                  |
| 138          | 7            | «Pablo le expresa sus sentimientos a Julia»                       | 18 de septiembre de 2018  | 4.6                  |
| 139          | 8            | «Adela logra una sociedad con los abogados»                       | 19 de septiembre de 2018  | 4.0                  |
| 140          | 9            | «Nicolás le rinde un homenaje a su padre»                         | 20 de septiembre de 2018  | 4.2                  |
| 141          | 10           | «María del Pilar tiene un nuevo pretendiente»                     | 21 de septiembre de 2018  | 4.0                  |
| 142          | 11           | «María del Pilar le da una oportunidad a Nicolás»                 | 24 de septiembre de 2018  | 4.5                  |
| 143          | 12           | «Alfredo enfrenta una tragedia familiar»                          | 25 de septiembre de 2018  | 4.4                  |
| 144          | 13           | «Catalina puso a prueba su matrimonio»                            | 26 de septiembre de 2018  | 4.6                  |
| 145          | 14           | «Pablo despertó los celos de Julia»                               | 27 de septiembre de 2018  | 4.1                  |
| 146          | 15           | «Marcos Tibatá sufre una gran pérdida»                            | 28 de septiembre de 2018  | 3.9                  |
| 147          | 16           | «Julia y Pablo cada vez más cerca»                                | 1 de octubre de 2018      | 4.4                  |
| 148          | 17           | «Nicolás toma medidas desesperadas por María del Pilar»           | 2 de octubre de 2018      | 4.0                  |
| 149          | 18           | «Pablo descubrió un grave secreto de Lucía»                       | 3 de octubre de 2018      | 5.1                  |
| 150          | 19           | «Adela se enfrenta a decisiones importantes para la firma»        | 4 de octubre de 2018      | 4.2                  |
| 151          | 20           | «Nicolás Ortega corre peligro por culpa de Vilma»                 | 5 de octubre de 2018      | 3.9                  |
| 152          | 21           | «Marcos Tibatá está más cerca de hacer justicia»                  | 8 de octubre de 2018      | 4.2                  |
| 153          | 22           | «Pablo recibe una noticia que lo dejará muy triste»               | 9 de octubre de 2018      | 4.1                  |
| 154          | 23           | «Nicolás ahora sí está en serios problemas»                       | 10 de octubre de 2018     | 5.7                  |
| 155          | 24           | «Julia se enfrenta a la realidad»                                 | 11 de octubre de 2018     | 5.3                  |
| 156          | 25           | «Marcos se verá envuelto en una grave acusación»                  | 12 de octubre de 2018     | 4.8                  |
| 157          | 26           | «Lucía le confiesa a Pablo la verdad sobre su viaje»              | 16 de octubre de 2018     | 5.4                  |
| 158          | 27           | «Alfredo y Catalina celebran su aniversario»                      | 18 de octubre de 2018     | 4.7                  |
| 159          | 28           | «Julia y Pablo hablan de su amor»                                 | 19 de octubre de 2018     | 4.5                  |
| 160          | 29           | «Sale a la luz la verdad de Lucía»                                | 22 de octubre de 2018     | 6.3                  |
| 161          | 30           | «Julia y Lucía conversan a solas sobre Pablo»                     | 23 de octubre de 2018     | 5.2                  |
| 162          | 31           | «Pablo conoce la verdadera cara de su suegro»                     | 24 de octubre de 2018     | 5.1                  |
| 163          | 32           | «Nicolás le pide matrimonio a María del Pilar» «»                 | 25 de octubre de 2018     | 5.1                  |
| 164          | 33           | «Comienza la estrategia de Olarte para el caso Platino»           | 26 de octubre de 2018     | 4.0                  |
| 165          | 34           | «Aumentan las sospechas sobre el embarazo de Lucía»               | 29 de octubre de 2018     | 5.1                  |
| 166          | 35           | «El papá de Julia compra la casa de María Cristina»               | 30 de octubre de 2018     | 4.5                  |
| 167          | 36           | «María del Pilar le dice a Julia que está embarazada»             | 31 de octubre de 2018     | 4.2                  |
| 168          | 37           | «Marcos recibe un reconocimiento de sus compañeros»               | 1 de noviembre de 2018    | 5.6                  |
| 169          | 38           | «Catalina quiere que María del Pilar le dé en adopción a su hijo» | 2 de noviembre de 2018    | 5.2                  |
| 170          | 39           | «Julia es llevada a la clínica por culpa de Patricio»             | 6 de noviembre de 2018    | 5.6                  |
| 171          | 40           | «Pablo visita a Julia en la clínica»                              | 7 de noviembre de 2018    | 5.2                  |
| 172          | 41           | «Patricio es detenido por las autoridades»                        | 13 de noviembre de 2018   | 6.1                  |
| 173          | 42           | «La mamá de Marcos queda fría al ver al doctor Mahecha»           | 16 de noviembre de 2018   | TBA                  |
| 174          | 43           | «Mahecha habla con Carmencita sobre el hijo que abandonó»         | 19 de noviembre de 2018   | TBA                  |
| 175          | 44           | «Evelyn deja de trabajar con Nicolás»                             | 20 de noviembre de 2018   | TBA                  |
| 176          | 45           | «Pablo le aclara a Julia que no está comprometido»                | 21 de noviembre de 2018   | TBA                  |
| 177          | 46           | «Elías queda en libertad tras ganar juicio»                       | 22 de noviembre de 2018   | TBA                  |

## Premios y nominaciones

### Premios India Catalina
| Año                                            | Categoría                                                   | Nominado(a)                                      | Resultado | Ref. |
| ---------------------------------------------- | ----------------------------------------------------------- | ------------------------------------------------ | --------- | ---- |
| 2017                                           | Mejor telenovela o serie                                    | Mejor telenovela o serie                         | Nominada  |      |
| 2017                                           | Mejor producción favorita del público                       | Mejor producción favorita del público            | Ganadora  |      |
| 2017                                           | Mejor director de telenovela o serie                        | Víctor Mallarino, Sergio Osorio                  | Nominados |      |
| 2017                                           | Mejor libreto de telenovela o serie (original o adaptación) | Mónica Agudelo, Felipe Agudelo                   | Nominados |      |
| 2017                                           | Mejor actor protagónico de telenovela o serie               | Luciano D'Alessandro                             | Nominado  |      |
| 2017                                           | Mejor actriz protagónica de telenovela o serie              | Laura Londoño                                    | Nominada  |      |
| 2017                                           | Mejor actor antagónico de telenovela o serie                | Sebastián Martínez                               | Nominado  |      |
| 2017                                           | Mejor actriz antagónica de telenovela o serie               | Carolina Acevedo                                 | Nominada  |      |
| 2017                                           | Mejor actor de reparto de telenovela o serie                | Iván López                                       | Nominado  |      |
| 2017                                           | Mejor actor de reparto de telenovela o serie                | Rodrigo Candamil                                 | Nominado  |      |
| 2017                                           | Mejor actriz de reparto de telenovela o serie               | Mabel Moreno                                     | Nominada  |      |
| 2017                                           | Mejor actriz de reparto de telenovela o serie               | Helena Mallarino                                 | Nominada  |      |
| 2017                                           | Mejor actriz/actor revelación del año                       | Juana del Río                                    | Nominada  |      |
| 2017                                           | Mejor banda sonora de telenovela o serie                    | Oliver Camargo, José Carlos María, Nicolás Uribe | Nominados |      |
| 2017                                           | Mejor edición de telenovela o serie                         | Marcela Vásquez                                  | Nominada  |      |
| 2017                                           | Mejor arte de telenovela o serie                            | Ana Paula Zamudio                                | Nominada  |      |
| 2017                                           | Mejor fotografía de telenovela o serie                      | Alfonso Parra                                    | Nominado  |      |
| 2019                                           |                                                             |                                                  |           |      |
| Mejor actriz protagónica de telenovela o serie | Laura Londoño                                               | Nominada                                         |           |      |
| Mejor actor antagónico de telenovela o serie   | Jorge Cao                                                   | Ganador                                          |           |      |
| Mejor actriz antagónica de telenovela o serie  | Laura de León                                               | Nominada                                         |           |      |
| Mejor actor de reparto de telenovela o serie   | Iván López                                                  | Ganador                                          |           |      |
| Mejor actriz de reparto de telenovela o serie  | Alejandra Borrero                                           | Nominada                                         |           |      |
| Mejor fotógrafo                                | Alfonso Parra, Yos Franco                                   | Nominados                                        |           |      |

### Premios TVyNovelas
| Año  | Categoría                                     | Nominado(a)                      | Resultado | Ref. |
| ---- | --------------------------------------------- | -------------------------------- | --------- | ---- |
| 2017 | Telenovela favorita                           | Telenovela favorita              | Ganadora  |      |
| 2017 | Director favorito de telenovela o serie       | Víctor Mallarino, Sergio Osorio  | Ganadores |      |
| 2017 | Libretista favorito de telenovela o serie     | Mónica Agudelo †, Felipe Agudelo | Ganadores |      |
| 2017 | Protagonista femenina favorita de telenovela  | Laura Londoño                    | Ganadora  |      |
| 2017 | Protagonista masculino favorito de telenovela | Luciano D'Alessandro             | Ganador   |      |
| 2017 | Villana favorita de telenovela                | Carolina Acevedo                 | Ganadora  |      |
| 2017 | Villano favorito de telenovela                | Sebastián Martínez               | Ganador   |      |
| 2017 | Actriz de reparto favorita de telenovela      | Lina Tejeiro                     | Ganadora  |      |
| 2017 | Actriz de reparto favorita de telenovela      | Helena Mallarino                 | Nominada  |      |
| 2017 | Actriz de reparto favorita de telenovela      | Mabel Moreno                     | Nominada  |      |
| 2017 | Actor de reparto favorito de telenovela       | Iván López                       | Ganador   |      |
| 2017 | Actor de reparto favorito de telenovela       | Rodrigo Candamil                 | Nominado  |      |
| 2017 | Actor de reparto favorito de telenovela       | Juan Pablo Barragán              | Nominado  |      |
| 2017 | Revelación del año de telenovela o serie      | Juana del Río                    | Nominada  |      |
| 2017 | Tema musical favorito de telenovela o serie   | «Me llamas» — Piso 21            | Ganador   |      |